# Amtsgericht Colmar

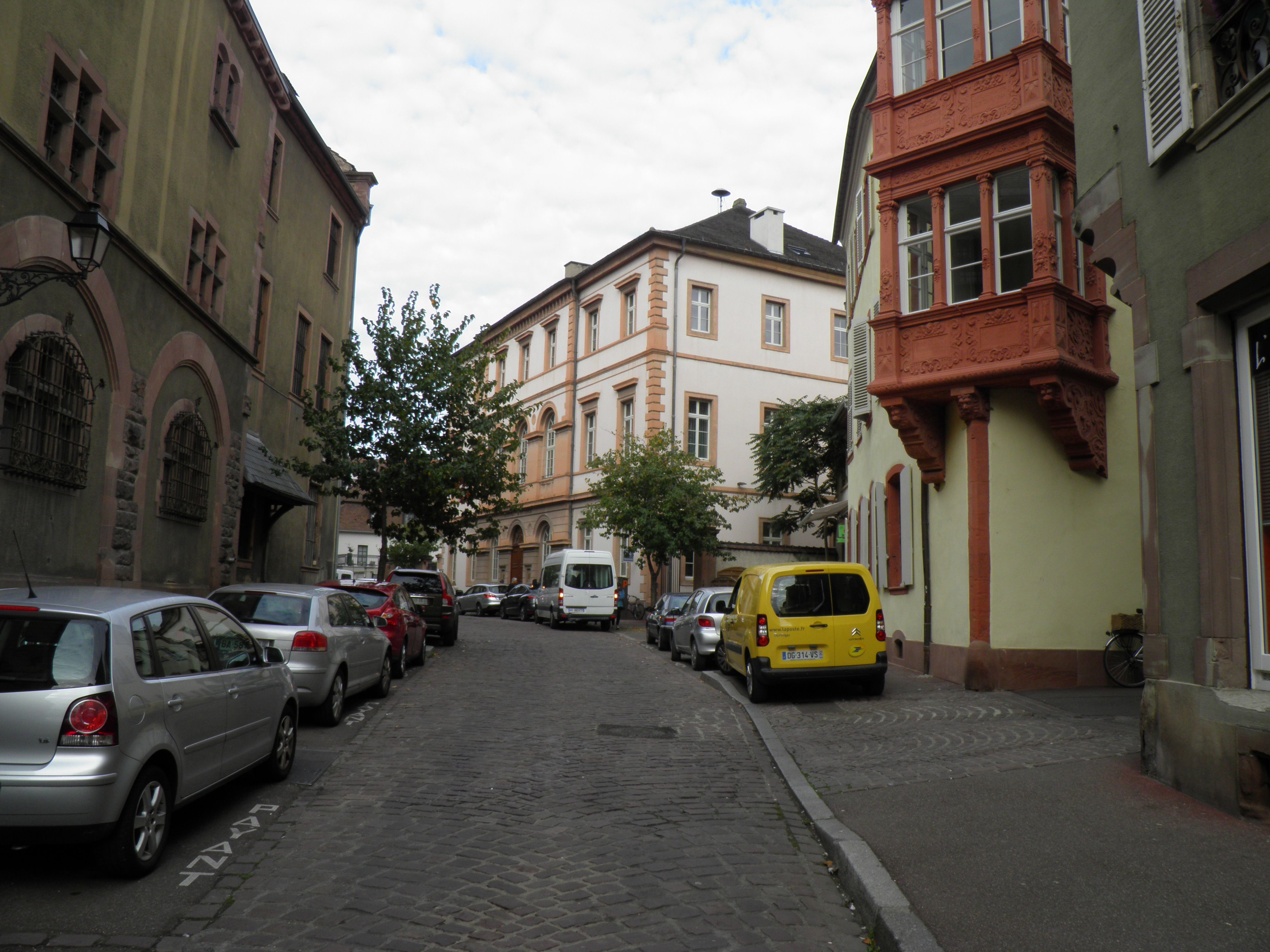
Gerichtsgebäude

Das Amtsgericht Colmar war ein deutsches Amtsgericht mit Sitz in Colmar in den Jahren 1879 bis 1918.

## Geschichte
Colmar war Sitz eines französischen Friedensgerichts. Nach der Abtretung Elsass-Lothringens im Frieden von Frankfurt an das Deutsche Reich 1871 wurde die Gerichtsstruktur mit dem Gesetz, betreffend Abänderung der Gerichtsverfassung vom 14. Juli 1871 und der Ausführungsbestimmung hierzu vom gleichen Tag neu geregelt. Dabei wurden die Friedensgerichte beibehalten.
Im Rahmen der Reichsjustizgesetze wurden 1879 die Friedensgerichte im Reichsland Elsass-Lothringen aufgehoben und Amtsgerichte gebildet. Das Amtsgericht Colmar war dem Landgericht Colmar nachgeordnet.
Am Gericht bestanden 1880 zwei Richterstelle. Das Amtsgericht war das größte Amtsgericht im Landgerichtsbezirk.
Der Gerichtsbezirk umfasste 1895 den Kanton Colmar, den Kanton Wintzenheim und den Kanton Andolsheim ohne die Gemeinden Künheim und Widensolen mit 289 Quadratkilometern und 54.948 Einwohnern und 29 Gemeinden.
Mit der Verordnung über den Sitz und die Bezirke der Amtsgerichte vom 3. April 1909 gingen die Gemeinden Arzenheim und Balzenheim aus dem Sprengel des Amtsgerichts Colmar in den Sprengel des Amtsgerichts Markolsheim über.
Nach der Abtretung Elsass-Lothringens an Frankreich nach dem Ersten Weltkrieg wurde das Amtsgericht Colmar als „Tribunal cantonal Colmar“ weitergeführt. Im Zweiten Weltkrieg wurde 1940 von der deutschen Besatzungsmacht die vorgefundene Gerichtsstruktur unter Verwendung deutscher Ortsnamen und Behördenbezeichnungen, hier als Amtsgericht Kolmar, fortgeführt. Heute besteht das Tribunal d’instance de Colmar.

## Gerichtsgebäude
Das Amtsgerichtgebäude hat die heutige Adresse 10 rue des Augustins.